# Calle Cortlandt (línea Broadway)
La Calle Cortlandt es una estación en la línea Broadway del Metro de Nueva York de la B del Brooklyn–Manhattan Transit Corporation. La estación se encuentra localizada en la cale Cortlandt del Bajo Manhattan, entre la Calle Rector y Trinity Place. La estación es servida en varios horarios por los trenes del Servicio ,  y . El tren del servicio N, en la cual es normalmente un servicio expreso hacia Brooklyn vía el Puente de Manhattan, opera local vía el Túnel de la Calle Montague durante la madrugada, proveyendo servicio a la Calle Cortlandt y otras paradas locales en el Bajo Manhattan. Actualmente sólo la plataforma en sentido norte está abierta, debido a su construcción.
La Calle Cortlandt es la parada más cercana de la línea Broadway al sitio del World Trade Center. Una salida en el extremo norte de la estació lleva al torniquete inferior del World Trade Center, pero ahora lleva al torniquete de la estación temporal del PATH.

## Clausuras

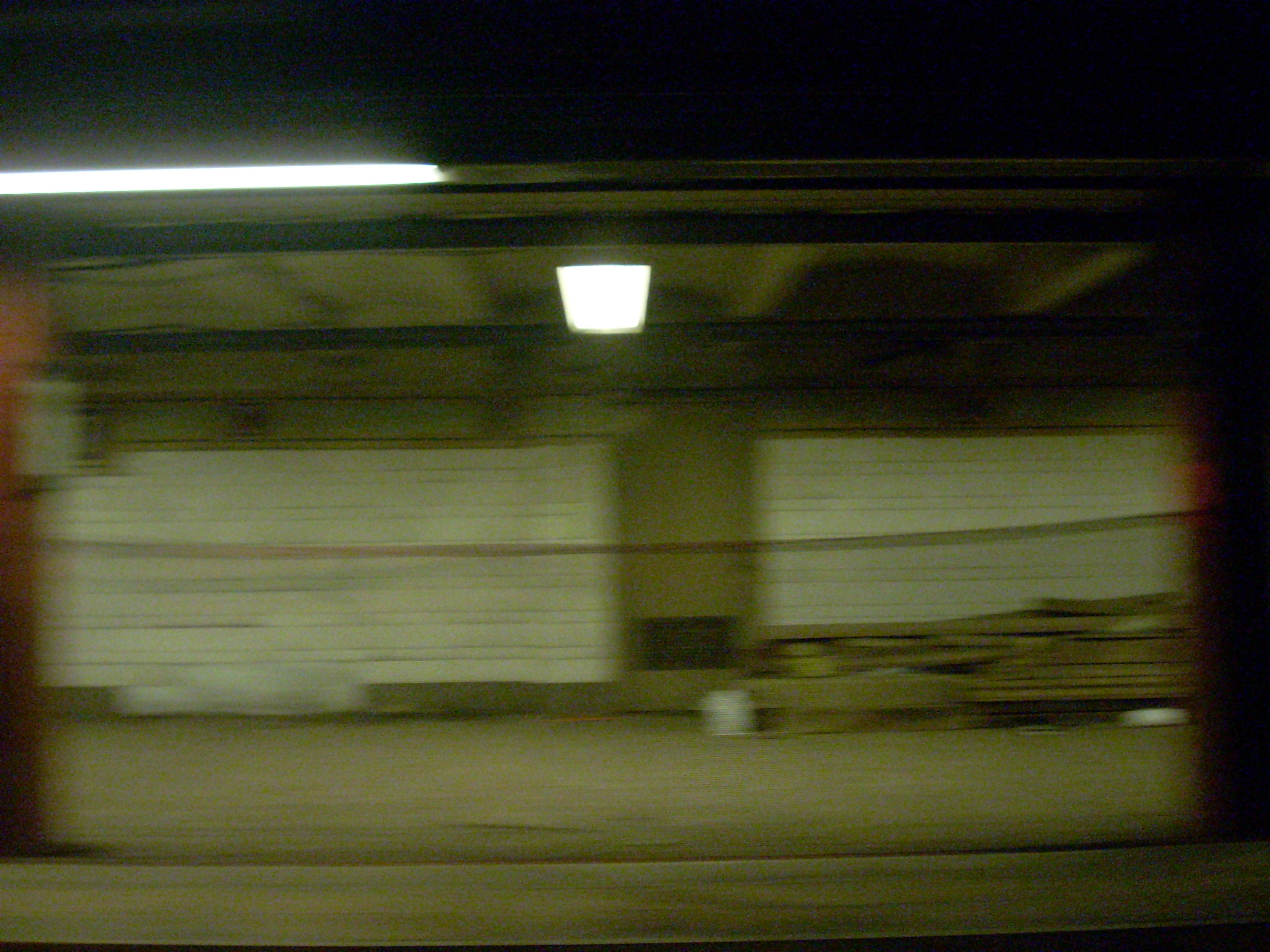
Vista del andén cerrado de la estación de la Calle Cortlandt visto desde la ventana de un tren.

La estación tuvo daños significantes durante el colapso de las Torres Gemelas del World Trade Center durante los ataques del 11 de septiembre de 2001. Fue clausurada para poder quitar los escombros, y reparar los daños estructurales, y reparar los cimientos de las vías, que habían sido inudadas luego que las torres se derrumbaran. La estación de la Calle Cortlandt abrió el 15 de septiembre de 2002 cuando las reparaciones fueron completadas.
El 20 de agosto de 2005, la estación de la Calle Cortlandt fue clausurada otra vez para instalar los Dey Street Passageway, un nuevo torniquete peatonal bajo la Calle Dey como parte del proyecto Fulton Street Transit Center. A la misma vez, la estación fue renovada para que fuese accesible acorde a la ley ADA en ambas direcciones. Anteriormente, la estación era accessible con elevadores solamente en el lado del downtown, vía la estación temporal del PATH World Trade Center. En los pósteres del MTA que se encontraban localizado en las paredes de la estación, decían que abriría en la primavera de 2006, y luego para la primavera de 2007. Sin embargo la apertura de la primavera de 2007 nunca ocurrió.
El lado en sentido norte de la estación reabrió el 25 de noviembre de 2009. La plataforma con sentido sur se espera que sea inaugurada el 11 de septiembre de 2011 ya que aún se continúan las excavaciones a lo largo de la Calle Church en el sitio del nuevo World Trade Center.